# Ulmus davidiana var. japonica
Orme du Japon
 (octobre 2020).
La mise en forme du texte ne suit pas les recommandations de Wikipédia : il faut le « wikifier ».
Les points d'amélioration suivants sont les cas les plus fréquents. Le détail des points à revoir est peut-être précisé sur la page de discussion.
- Les titres sont pré-formatés par le logiciel. Ils ne sont ni en capitales, ni en gras.
- Le texte ne doit pas être écrit en capitales (les noms de famille non plus), ni en gras, ni en italique, ni en « petit »…
- Le gras n'est utilisé que pour surligner le titre de l'article dans l'introduction, une seule fois.
- L'italique est rarement utilisé : mots en langue étrangère, titres d'œuvres, noms de bateaux, etc.
- Les citations ne sont pas en italique mais en corps de texte normal. Elles sont entourées par des guillemets français : « et ».
- Les listes à puces sont à éviter, des paragraphes rédigés étant largement préférés. Les tableaux sont à réserver à la présentation de données structurées (résultats, etc.).
- Les appels de note de bas de page (petits chiffres en exposant, introduits par l'outil «  Source ») sont à placer entre la fin de phrase et le point final[comme ça].
- Les liens internes (vers d'autres articles de Wikipédia) sont à choisir avec parcimonie. Créez des liens vers des articles approfondissant le sujet. Les termes génériques sans rapport avec le sujet sont à éviter, ainsi que les répétitions de liens vers un même terme.
- Les liens externes sont à placer uniquement dans une section « Liens externes », à la fin de l'article. Ces liens sont à choisir avec parcimonie suivant les règles définies. Si un lien sert de source à l'article, son insertion dans le texte est à faire par les notes de bas de page.
- La présentation des références doit suivre les conventions bibliographiques. Il est recommandé d'utiliser les modèles {{Ouvrage}}, {{Chapitre}}, {{Article}}, {{Lien web}} et/ou {{Bibliographie}}. Le mode d'édition visuel peut mettre en forme automatiquement les références.
- Insérer une infobox (cadre d'informations à droite) n'est pas obligatoire pour parachever la mise en page.

Pour une aide détaillée, merci de consulter Aide:Wikification.
Si vous pensez que ces points ont été résolus, vous pouvez retirer ce bandeau et améliorer la mise en forme d'un autre article.
Variété
Ulmus davidiana var. japonica, l'Orme du Japon, est une variété de Ulmus davidiana, espèce d'arbres de la famille des Ulmaceae et du genre Ulmus (Ormes). C'est l'un des ormes asiatiques les plus grands. Il est endémique d'une grande partie du nord-est de l'Asie continentale ainsi que du Japon, où il pousse dans les forêts des zones humides, sur de jeunes sols alluviaux. Une grande partie de cet habitat a cependant disparu au profit de la culture intensive du riz.

## Description

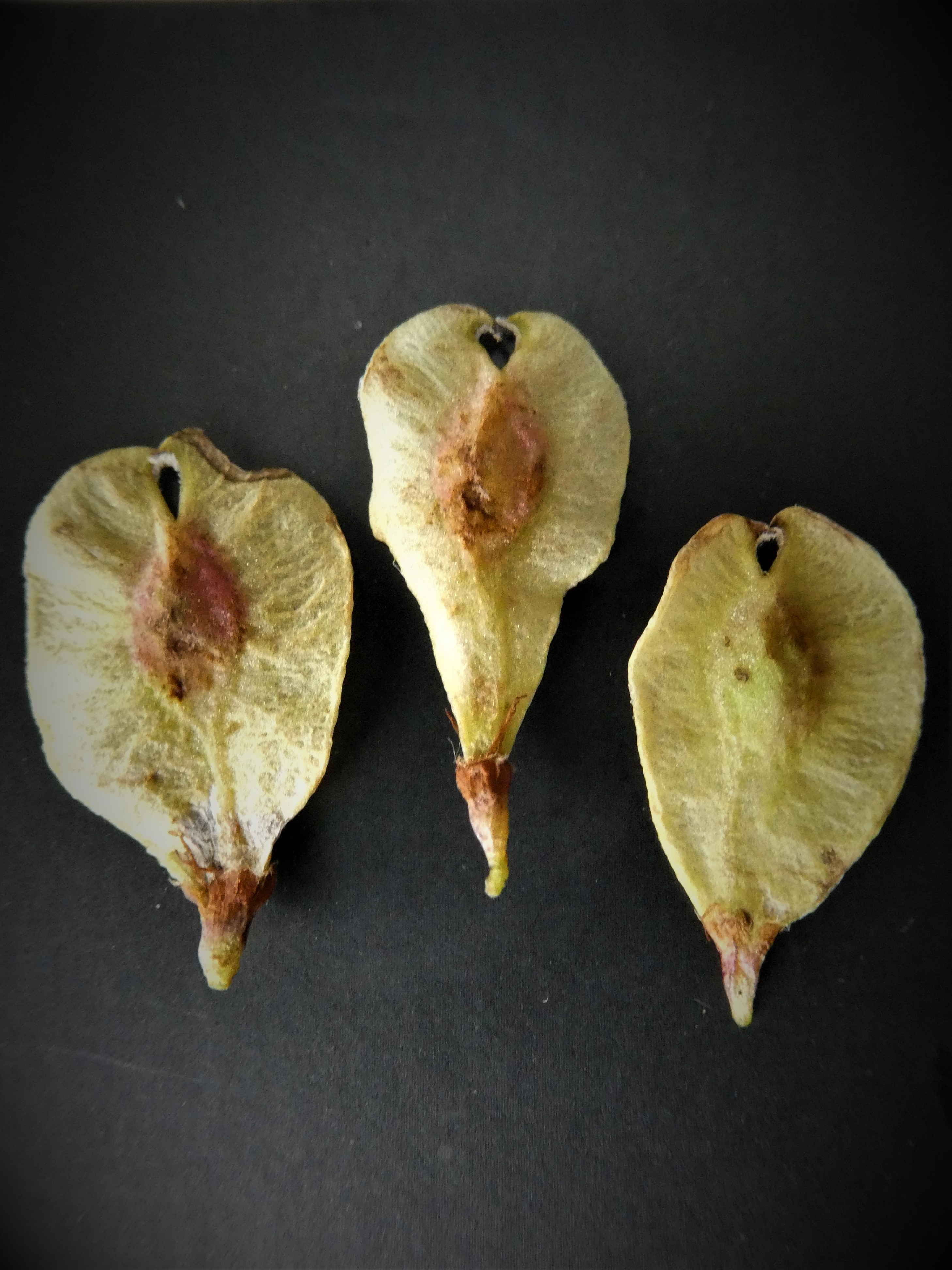
Fruit.
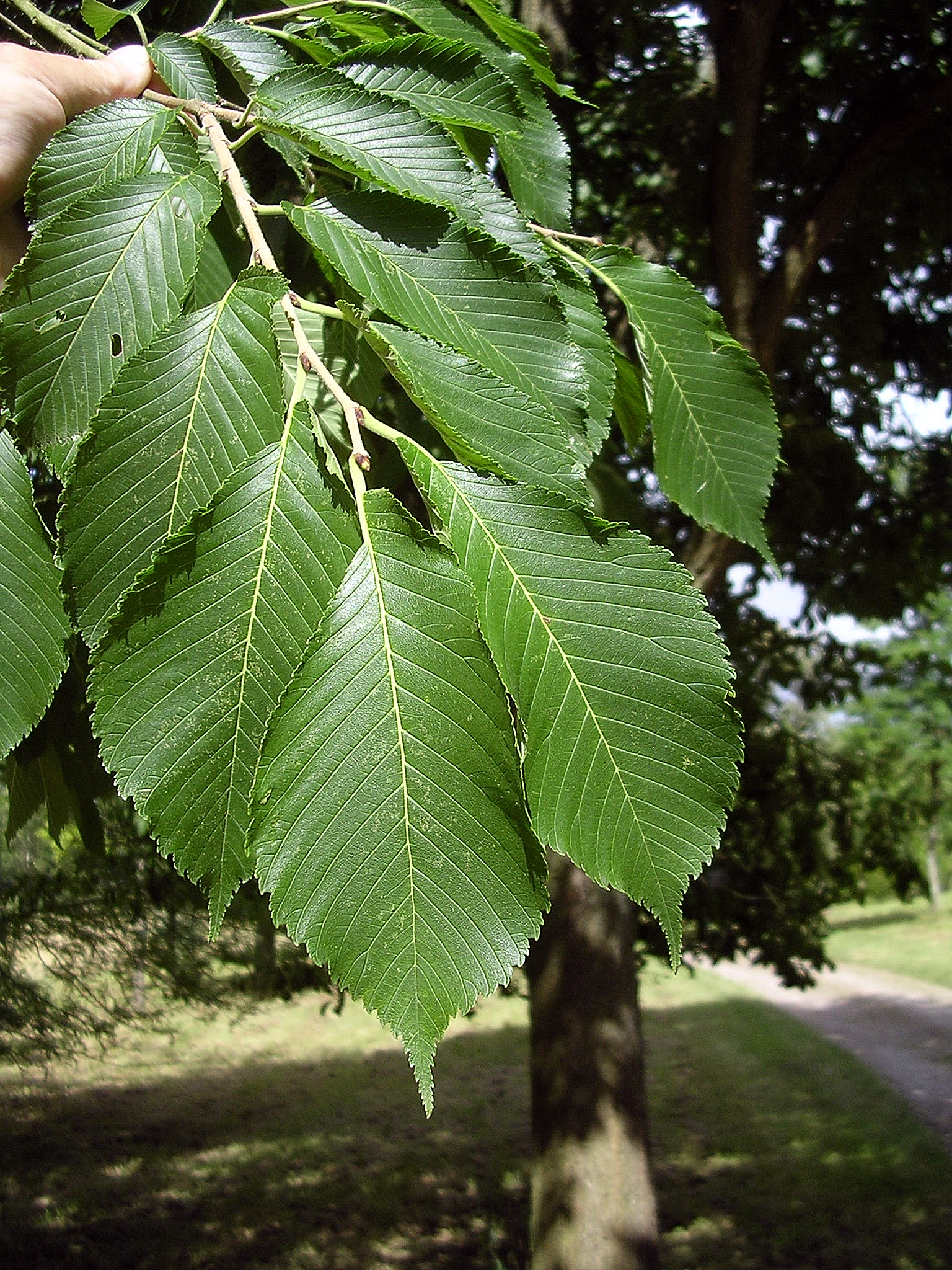
Feuilles.
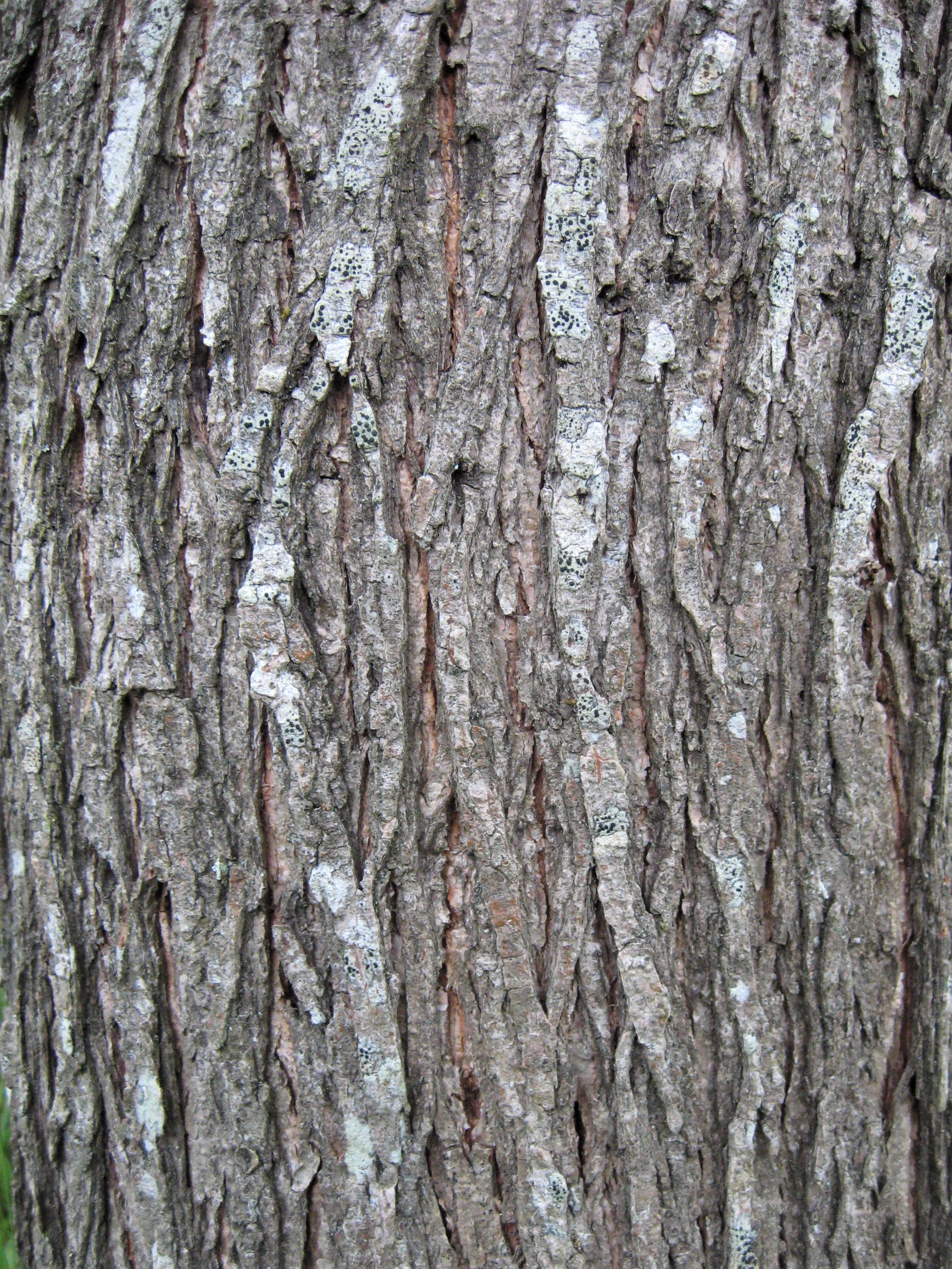
Écorce.
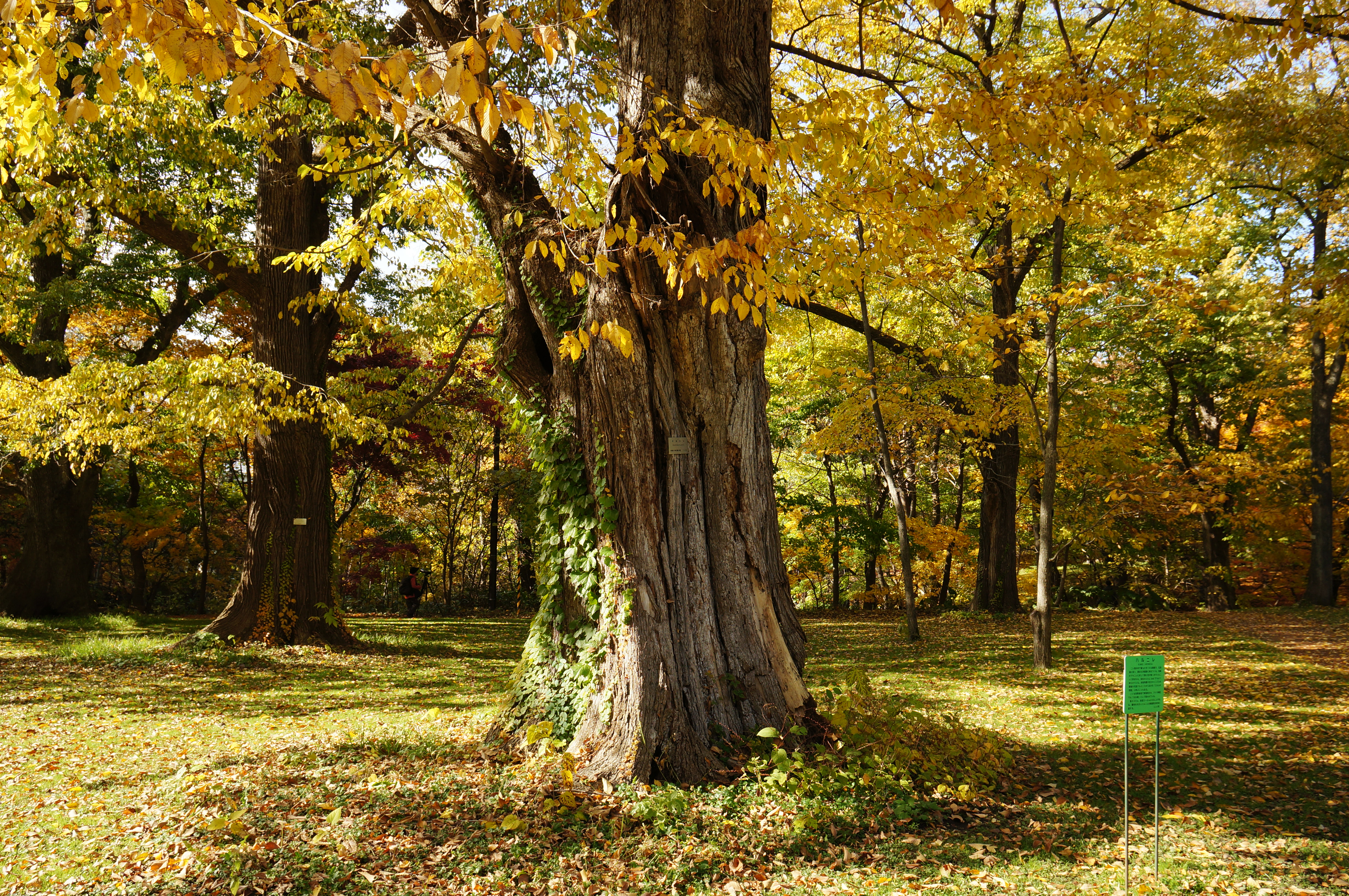
Tronc.
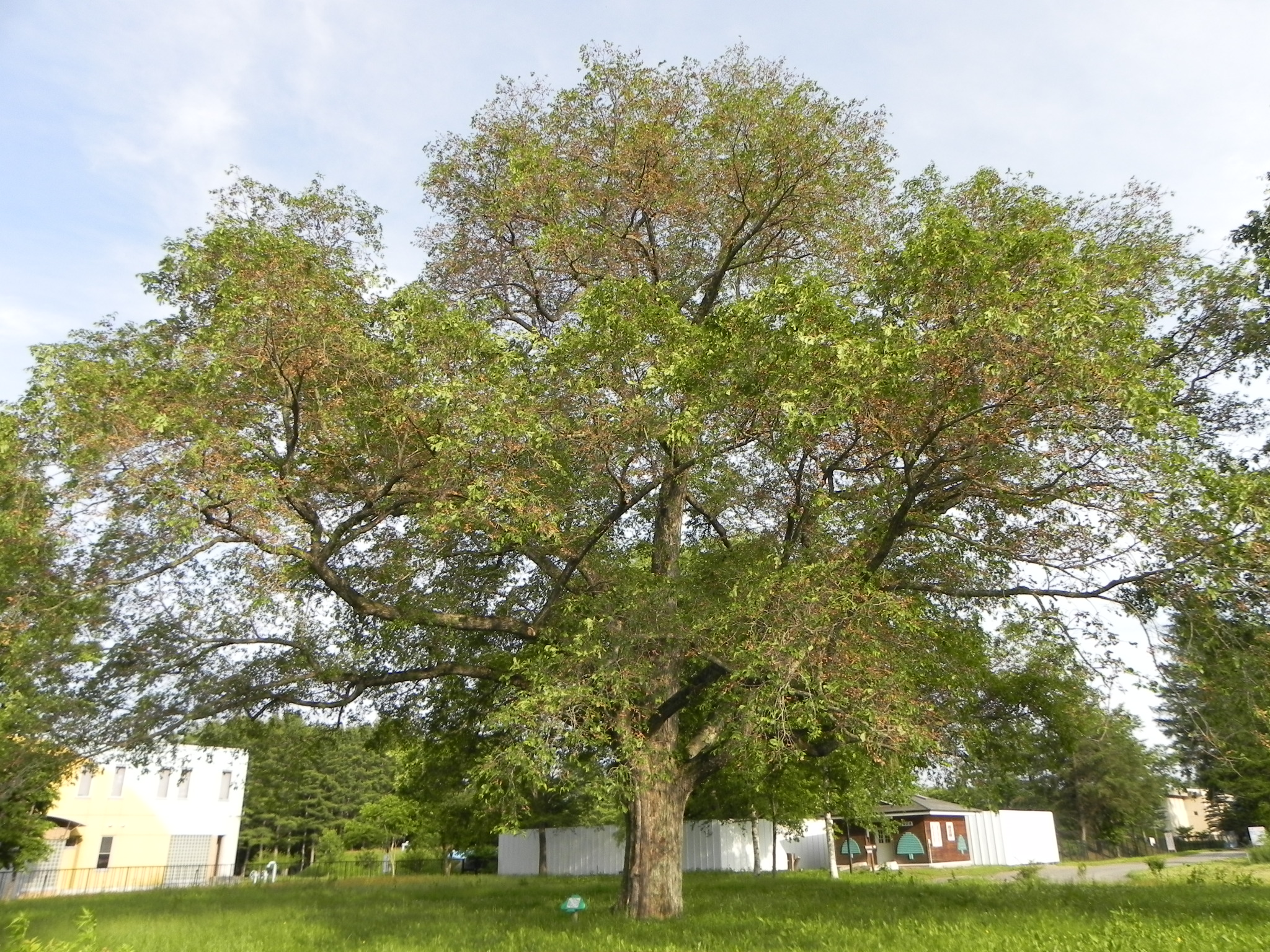
Arbre adulte.

La taille et la forme de l'orme japonais sont extrêmement variables :  il peut être de taille moyenne, avec une couronne densément ramifiée, comme l' orme de montagne  ou au contraire de haute taille, avec un tronc non ramifié et une couronne étroite, comme l' orme anglais,. Le sinologue et botaniste irlandais Augustine Henry a décrit un orme correspondant à ce second type, situé à l'extérieur de la gare d' Iwamigawa, Hokkaido, précisant qu'il mesurait 34 mètres et que son fût était non ramifié jusqu'à une hauteur d'environ 15 m. Le Morton Arboretum, Illinois, distingue une forme à écorce de liège originaire de Chine, U. propinqua var. suberosa. L'orme du Japon se distingue par la couleur fauve de ses rameaux à la fin de leur première saison, de minuscules tubercules les rendant souvent rugueux,,. Les jeunes pousses portent fréquemment des excroissances en liège, semblables à celles de l' orme champêtre européen U. minor, auquel il est étroitement lié.
Les feuilles sont généralement obovales, < 11 cm de long, avec un pétiole d'environ 10 mm de long. Comme beaucoup d' ormes champêtres européens, var. japonica conserve son feuillage vert jusque tard dans l'automne, avant qu'il ne prenne une teinte d'un jaune profond. William Jackson Bean a noté que la variété de l'ouest de la Chine, anciennement connue sous le nom de U. wilsoniana, a 16 à 22 paires de nervures foliaires, tandis que l'arbre de type oriental n'en a pas plus de 16. Les fleurs, parfaites et apétales, sont pollinisées par le vent (anémogamie). Elles apparaissent au début du printemps, avant les feuilles. La samare, < 15 mm de long, est obovale à orbiculaire, parfois poilue sur toute sa surface mais le plus souvent glabre,. La graine touche la bordure dentée, dont la partie intérieure est ciliée. Les bords intérieurs sont ciliés. Les stigmates sont légèrement incurvés. Les arbres cultivés à partir de graines à Great Fontley, dans le sud de l'Angleterre, ont commencé à fleurir à l'âge de 13 ans.

## Parasites et maladies
Les populations naturelles d'orme japonais ont une résistance faible à modérée à la graphiose de l'orme. Des expériences conduites aux Pays-Bas ont montré que la sensibilité à la maladie était en relation avec le rythme de croissance des arbres. En effet, les spécimens les plus vigoureux présentent beaucoup plus de dommages foliaires après l'inoculation du champignon responsable de la graphiose. Une sélection rigoureuse, en Amérique du Nord, a permis d'obtenir un certain nombre de cultivars très résistants à la maladie (voir Hybrides, cultivars hybrides et cultivars ci-dessous). L'arbre est résistant à la galéruque de l'orme Xanthogaleruca luteola  mais s'avère sensible, modérément, à une forme de nécrose aboutissant aussi au jaunissement des feuilles, que provoquent des phytoplasmes transportés par des cicadelles.

## Culture
L'orme du Japon a été largement planté dans le nord du Japon le long des rues. Il a été introduit en Amérique du Nord en 1895 sous forme de semences adressées de Sapporo à l' Arnold Arboretum, Massachusetts, par qui deux plants ont été donnés à Kew Gardens, Londres, en 1897. La pépinière Späth, à Berlin, a commercialisé l'orme japonais en Europe à partir de 1900, Kew en obtenant par ce biais un troisième spécimen, cette année-là. Des spécimens ont été fournis par Späth au Jardin botanique royal d'Edimbourg en 1903 sous le nom de U. campestris japonica. Ils peuvent y exister encore car la pratique de ce jardin botanique était de distribuer des arbres en ville. Un spécimen de U. campestris japonica fourni par Späth se trouvait dans l'arboretum de Ryston Hall, Norfolk, au début du 20e siècle. Les spécimens de l'Arnold Arboretum ont grandi rapidement et fleuri à l'âge de 12 ans. Une forme de l'ouest de la Chine, connue pendant de nombreuses années sous le nom de U. wilsoniana Schneider, a été introduite à l'Arnold Arboretum en 1910. Le Morton Arboretum, dans l'Illinois, a des formes intermédiaires appelées U. japonica × U. wilsoniana,. Contrairement à de nombreuses espèces asiatiques, l'orme du Japon tolère un climat maritime doux avec de fortes pluies hivernales et a donc été considéré comme une ressource potentielle dans le cadre du programme de production néerlandais dirigé par HM Heybroek au Dorschkamp Research Institute à Wageningen. En 1977, Heybroek est allé au Japon afin d'y collecter des arbres. il en résulte l'existence d'une petite forêt d'ormes japonais dans le sud du Flevoland, la plus grande en dehors de sa terre natale.
Les spécimens plantés dans les jardins Sir Harold Hillier dans le Hampshire, en Angleterre, en 1977, ont très bien poussé sur une terre lourde, argileuse. Ils y favorisent la présence d'une colonie de thècles de l'orme Satyrium w-album. Lors d'essais effectués ailleurs dans le Hampshire par Butterfly Conservation, l'arbre s'est également montré tolérant aux sols calcaires secs tout comme aux sols saturés en eau l'hiver, bien que la croissance ait été relativement lente. L'espèce n'aspire pas par les racines.
Les feuilles de l'arbre ont été consommées pendant la grande famine chinoise, mais on a constaté qu'elles provoquaient le gonflement du visage.

## Arbres remarquables
Au Royaume-Uni, un orme figurant au registre des arbres remarquables (TROBI), qui pousse dans le jardin Rosemoor de la Royal Horticultural Society dans le Devon, mesurait 16 m de haut en 2017. Un autre, situé dans les jardins Sir Harold Hillier, à Romsey dans le Hampshire, mesurait 13 m de haut et 42 c m de diamètre en 2003. Un grand spécimen pousse sur le site de l'Université du Sussex, Falmer, Brighton, mais il peut s'agir d'un cultivar 'Jacan' . Le spécimen supposé le plus ancien d'Edimbourg, peut-être l'un de ceux fournis comme U. campestris japonica par Späth en 1903, avait une circonférence d'environ 3,5 m (il a été abattu en 2018),,.

## Cultivars
La possibilité de substituer l'orme du Japon aux ormes indigènes ayant succombé à la graphiose a fait l'objet d'une étude au Canada. Six cultivars particulièrement rustiques y ont été produits dans les années 1980 ; trois l'ont également été aux États-Unis  : «Discovery», «JFS-Bieberich» = Emerald Sunshine (anciennement traité sous U. propinqua Koidz. ), 'Freedom', 'Jacan', 'Mitsui Centennial', 'Prospector' (anciennement orme de Wilson U. wilsoniana CK Schneid.), 'Reseda', 'Thomson', Validation. Cependant, la plupart des clones canadiens ont été retirés du commerce en raison des restrictions sur la circulation de l'orme à l'intérieur du pays, décidées pour empêcher la propagation de la graphiose de l'orme.

## Hybrides et cultivars hybrides
- Ulmus × mesocarpa, un hybride naturel de U. davidiana var. japonica et Ulmus macrocarpa a été découvert en Corée du Sud dans les années 1980[34].

L'orme japonais a été largement utilisé aux États-Unis dans des expériences d'hybridation au Morton Arboretum et à l'Université du Wisconsin,, aboutissant à la production des cultivars suivants: 'Cathedral', 'Morton' = Accolade, 'Morton Glossy' = Triumph, 'Morton Plainsman' = Vanguard - Vanguard, 'Morton Red Tip' = Danada Charm, 'Morton Stalwart' = Commendation, 'New Horizon', 'Patriot', 'Rebona', 'Repura', 'Revera' et 'Sapporo Autumn Gold'.
L'espèce a également été croisée avec des hybrides hollandais par l'Istituto per la Protezione delle Piante (IPP) à Florence, en Italie. Deux clones, 'FL 610' et 'FL 626' ont fait l'objet d'une évaluation en Angleterre, par Butterfly Conservation.

## Taxonomie
Cette variété a été décrite par le botaniste japonais Takenoshin Nakai en 1932[réf. nécessaire].

### Synonymes
- Ulmus campestris var. japonica Rehd.
- Ulmus davidiana var. levigata (C. K. Schneid.) Nakai
- Ulmus davidiana f. levigiata (C. K. Schneid.) W. T. Lee
- Ulmus davidiana f. suberosa Nakai
- Ulmus japonica (Rehd.) Sarg. (synonyme ambigu)
- Ulmus japonica var. levigata C. K. Schneid.
- Ulmus japonica var. suberosa (Turcz.) S. D. Zhao
- Ulmus japonica f. suberosa (Turczaninow) Kitagawa
- Ulmus propinqua Koidz.
- Ulmus wilsoniana C. K. Schneid.
- Ulmus wilsoniana var. psilophylla C. K. Schneid.[37]

## Liens

### Amérique du Nord
- Arnold Arboretum, US. Acc. nos. 4119 (from cult. material), 917-78, wild collected in Korea.
- Brenton Arboretum, US. Listed as U. wilsoniana; no details available.
- Brooklyn Botanic Garden , New York, US. Acc. no. 780251 (listed as U. japonica).
- Chicago Botanic Garden, US. 1 tree in the West Collections Area, listed as U. propinqua var. suberosa.
- Dawes Arboretum , US. 1 tree, no acc. details available.
- Holden Arboretum, US. Acc. nos. 80-664 (unrecorded provenance), 97-126, wild collected in Korea.
- Morton Arboretum, US. Acc. nos. 514-39, 679-62, 680-62, 354-U, 23-2008, 73-2011, also two others under the synonyms of U. propinqua Koidz. or cork bark elm (acc. no. 53-96), and U. propinqua Koidz. var. suberosa, collected from the Nei Mongol Zizhiqu Autonomous Region, China, (acc. no. 52-95).
- U S National Arboretum, Washington, D.C., US. Acc. no. 68998. Also (listed under synonym U. japonica): 76253, 76254, 76227, and (listed under syn. U. propinqua): 76249, 68985, and (listed under U. propinqua var. suberosa): 76234, 76244, 76241

### Europe
- Brighton & Hove City Council, UK. NCCPG Elm Collection[38].
- Grange Farm Arboretum, Lincolnshire, UK. Listed as Ulmus japonica; acc. no. 514
- Great Fontley, Fareham, UK, Butterfly Conservation Elm Trials plantation, planted 2002, grown from seed collected from the Great Elm, Hokkaido University, Sapporo, Japan.
- Hortus Botanicus Nationalis, Salaspils, Latvia. Acc. nos. 18128,29,30,31.
- Linnaean Gardens of Uppsala, Sweden, (as U. japonica). Acc. no. 1998-1284, obtained from the Russian Federation.
- Royal Botanic Garden Edinburgh, UK. Listed as U. japonica, acc. no. 19031053[39].
- Royal Botanic Gardens, Kew, UK. Acc. nos. 1995-581, 1995-1305
- Royal Horticultural Society Gardens, Wisley, UK. Listed as U. japonica, no details available.
- Sir Harold Hillier Gardens, UK. Listed as U. japonica, acc. nos. 1977.5234, 1977.5972, 1977.6373, 1982.4019.
- Tallinn Botanic Garden, Estonia. . Listed as U. japonica, no accession details available.
- Thenford House arboretum, Oxfordshire, UK, no details available.
- Wijdemeren City Council, Netherlands. Elm Arboretum, Brilhoek, Nederhorst den Berg, 2 planted in 2019 as U. propinqua.

## Pépinières

### Amérique du Nord
- Patmore Nursery , Brandon, Manitoba, Canada
- Sun Valley Garden Centre , Eden Prairie, Minnesota, US

### Europe
Arboretum Waasland , Nieuwkerken-Waas, Belgium